# Vahl-lès-Faulquemont
Vahl-lès-Faulquemont település Franciaországban, Moselle megyében. Lakosainak száma 245 fő (2022. január 1.). Vahl-lès-Faulquemont Adelange, Boustroff, Faulquemont, Guessling-Hémering, Pontpierre és Viller községekkel határos.

## Népesség
A település népessége az elmúlt években az alábbi módon változott:
| Lakosok száma | 245  | 251  | 256  | 256  | 253  | 250  | 247  | 245  | 245  |
|               | 2013 | 2015 | 2016 | 2017 | 2018 | 2019 | 2020 | 2021 | 2022 |